# Stade olympique de Nagano
Le Stade olympique de Nagano (長野オリンピックスタジアム, Nagano orinppikku sutajiamu) est le stade construit à l'occasion des Jeux olympiques d'hiver de 1998. Il sert désormais principalement à l'accueil de compétitions de baseball.

## Historique

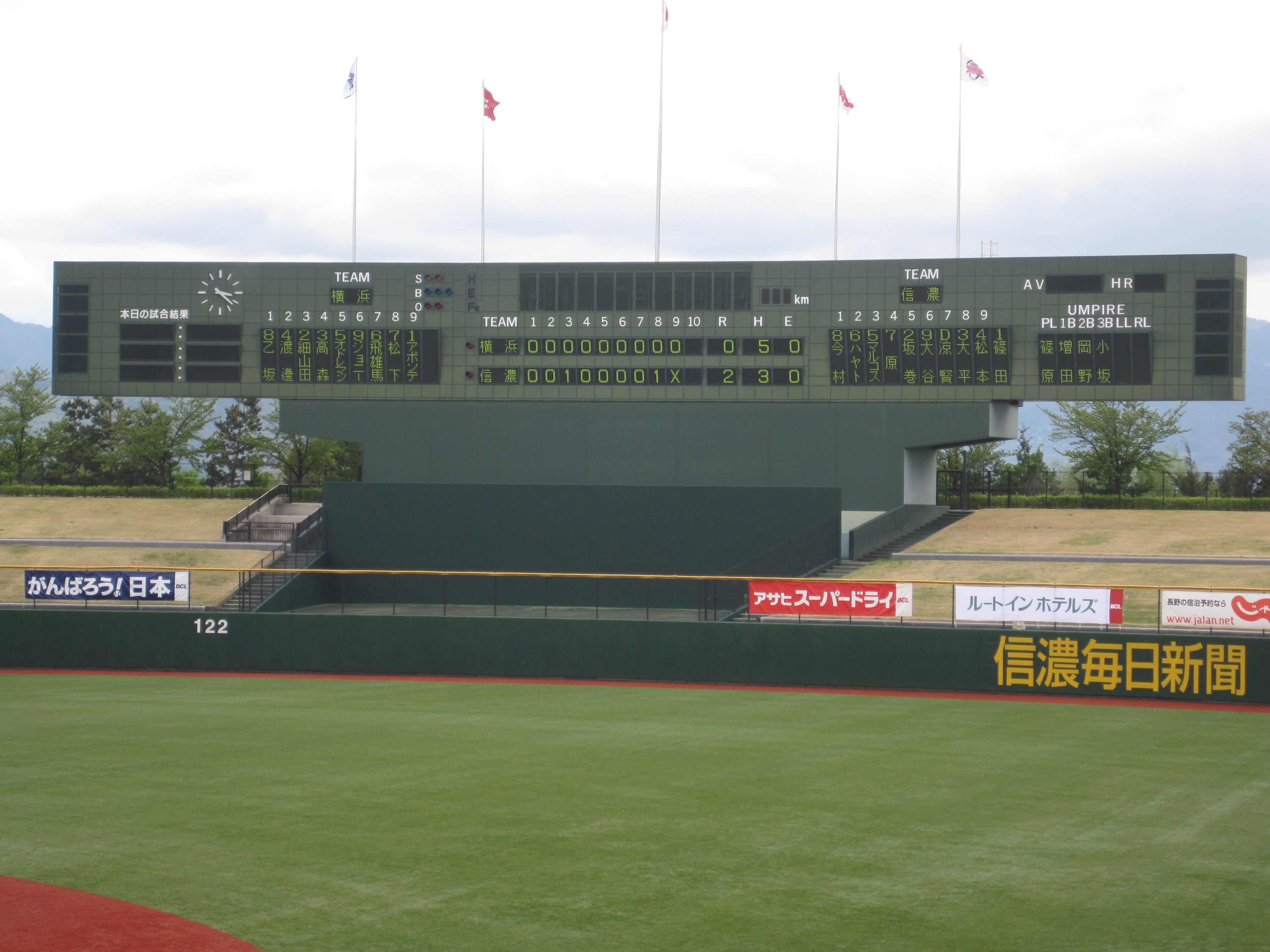
Le stade vu de l'intérieur.

Le stade est construit à la fin des années 1990, dans le but d'accueillir les Jeux olympiques d'hiver de 1998 qui se déroulent aux alentours de la ville de Nagano. Ainsi, s'y déroulèrent notamment les cérémonies d'ouverture et de clôture de ladite manifestation qui eurent respectivement lieu le 7 et le 22 février de la même année. D'un coût d'environ 170 millions de dollars, il est de nos jours le lieu de matchs de baseball aussi bien pour les professionnels que pour les amateurs, et constitue la ligne d'arrivée du marathon de Nagano.